# Codex Seidelianus II
- Papyrus
- Onciale
- Minuscules
- Lectionnaire

Le Codex Seidelianus II (Gregory-Aland no. He ou 013; Soden ε 88) est un manuscrit de vélin en écriture grecque onciale. Le codex se compose de 194 folios. Il est écrit sur une colonne à 23 lignes par pages. Les dimensions du manuscrit sont 22 x 18 cm.

## Description
Ce manuscrit comporte les Évangiles, il y manque aujourd’hui certains textes (Matthieu 1,1-15,30 ; 25,33-26,3 ; Marc 1,32-2,4 ; 15,44-16,14 ; Luc 5,18-32 ; 6,8-22 ; 10,2-19 ; Jean 9,30-10,25 ; 18,2-18 ; 20,12-25). 
Le codex est un représentant du texte byzantin. Kurt Aland le classe en Catégorie V.
Les paléographes sont unanimes pour dater ce manuscrit du IXe siècle.
Le manuscrit a été examiné par Wolf, Bentley, Wettstein, Tregelles, et Tischendorf.
Il est conservé à la bibliothèque d'Université de Hambourg (Cod. 91), à Hambourg, et à Trinity College (B. XVII. 20.21), à Cambridge.